# Prix Italia
El Prix Italia (Premio Italia) es un concurso internacional organizado por la RAI, que premia anualmente programas escritos para la radio (desde 1948), la televisión (a partir de 1957) y (en las últimas convocatorias) internet. La primera edición se falló en Capri y cada año el jurado ha hecho pública su decisión en una ciudad italiana distinta.

## Personalidades premiadas
El Prix Italia cuenta con un gran reconocimiento internacional. Entre los premiados se cuentan escritores como Bertolt Brecht, Riccardo Bacchelli, Umberto Eco, Italo Calvino, Eduardo De Filippo, Françoise Sagan, Harold Pinter, Eugène Ionesco, Samuel Beckett y cineastas como Ermanno Olmi, Roland Joffé, Francesco Rosi, Krzysztof Zanussi, Sydney Pollack, Roberto Rossellini, Ingmar Bergman, Federico Fellini, René Clair y Werner Herzog, entre otros muchos.